# Alerta de Formação de Ciclone Tropical

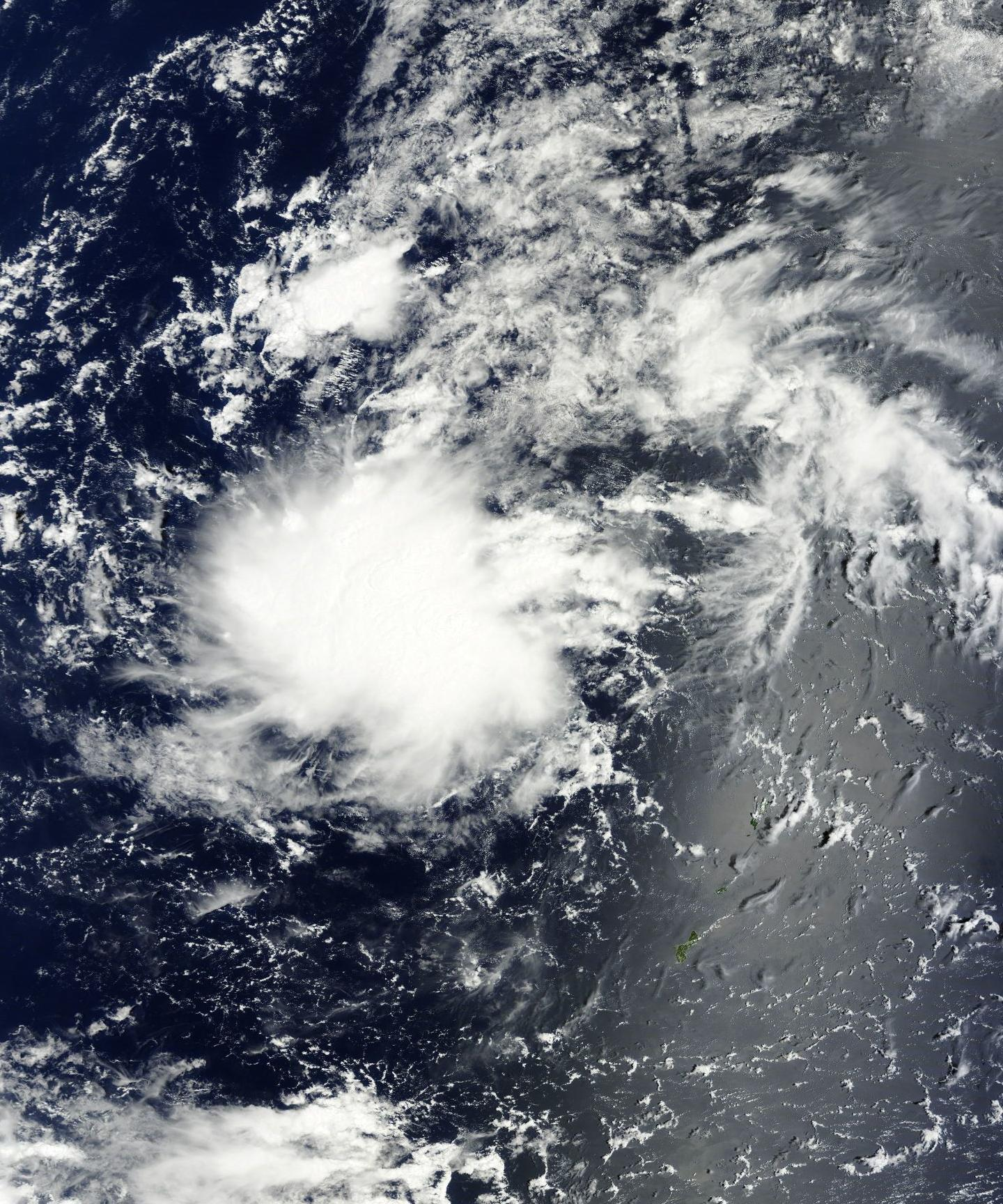
Um TCFA foi emitido para esta perturbação tropical, que mais tarde se tornou a Tempestade Tropical Severa Etau.

Um Alerta de Formação de Ciclone Tropical (em inglês, Tropical Cyclone Formation Alert TCFA) é um boletim divulgado pelo Joint Typhoon Warning Center operado pela Marinha dos EUA em Honolulu, Havaí ou pelo Fleet Weather Center em Norfolk, Virgínia, alertando sobre a possibilidade de um ciclone tropical se formar a partir de um distúrbio tropical que foi monitorado. Esses alertas geralmente são sempre emitidos quando é bastante certo que um ciclone tropical se formará e nem sempre são liberados antes da gênese do ciclone, principalmente se o ciclone aparecer repentinamente. O TCFA consiste em várias verificações diferentes que são realizadas pelo meteorologista de plantão do sistema e seus arredores. Se a condição que está sendo verificada for atendida, um certo número de pontos é dado ao sistema.

## Partes do TCFA

### Seção 1
A primeira seção do TCFA contém informações sobre a área do alerta, bem como o centro estimado de circulação. Os ventos sustentados máximos estimados também são fornecidos.

### Seção 2
A segunda seção geralmente contém informações mais específicas referentes ao sistema. Informações como localização relativa a cidades próximas ou locais de interesse geralmente podem ser encontradas nesta seção. Algumas das justificativas para a emissão do TCFA, que geralmente consistem em mudanças recentes no sistema, podem ser encontradas aqui. A seção sempre termina com uma declaração sobre o potencial de desenvolvimento, que o JTWC classificará como baixo, médio ou alto (anteriormente ruim, regular ou bom).

### Seção 3
Esta seção final contém a hora do próximo boletim neste sistema, que atualizará o progresso do sistema ao longo do tempo decorrido. O boletim será outro TCFA, uma mensagem de cancelamento ou o primeiro aviso/aviso no sistema. A emissão de outro TCFA ocorreria se o sistema permanecesse em um estado semelhante ao seu estado atual. Uma mensagem de cancelamento indicaria que a probabilidade do sistema se transformar em um ciclone tropical no momento atual diminuiu. Um aviso indicaria que um ciclone tropical realmente se formou e representa uma ameaça futura para as áreas na caixa definida na Seção 1.

### Alerta de amostra
WTPN22 PGTW 031030

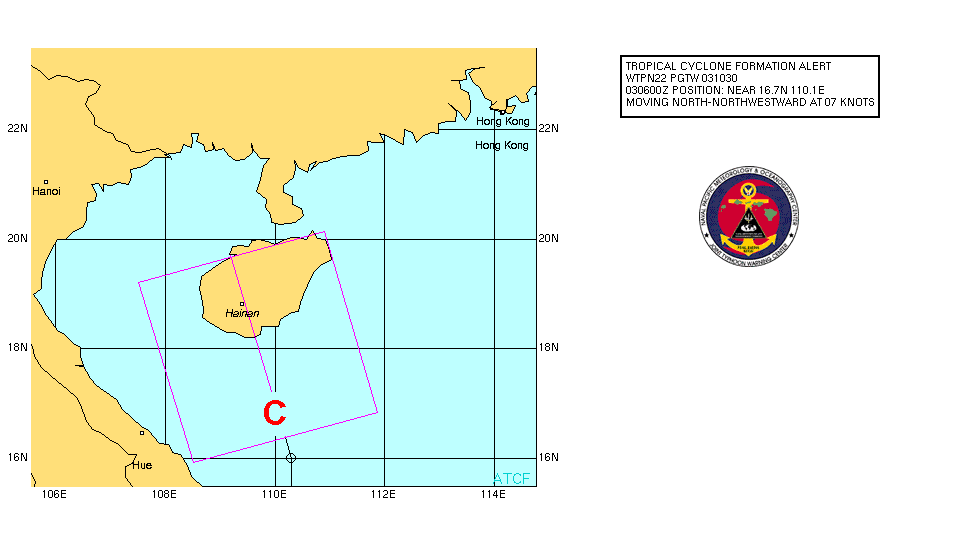
O gráfico TCFA para este alerta. Nenhuma tempestade se formou a partir deste sistema.

MSGID/GENADMIN/NAVPACMETOCCEN PEARL HARBOR HI/JTWC//

SUBJ/TROPICAL CYCLONE FORMATION ALERT 031021Z JUL 06//

RMKS

1. FORMATION OF A SIGNIFICANT TROPICAL CYCLONE IS POSSIBLE WITHIN

100 NM EITHER SIDE OF A LINE FROM 16.4N 110.2E TO 19.7N 109.2E

WITHIN THE NEXT 12 TO 24 HOURS. AVAILABLE DATA DOES NOT JUSTIFY

ISSUANCE OF NUMBERED TROPICAL CYCLONE WARNINGS AT THIS TIME. 

WINDS IN THE AREA ARE ESTIMATED TO BE 20 TO 25 KNOTS. METSAT IMAGERY

AT 030900Z INDICATES THAT A CIRCULATION CENTER IS LOCATED

NEAR 16.7N 110.1E. THE SYSTEM IS MOVING NORTH-NORTHWESTWARD AT

07 KNOTS.

2. REMARKS: THE AREA OF CONVECTION PREVIOUSLY LOCATED NEAR 16.3N

110.2E, IS NOW LOCATED NEAR 16.7N 110.1E, APPROXIMATELY 130 NM SOUTH-

SOUTHEAST OF HAINAN, CHINA. RECENT ANIMATED INFRARED IMAGERY SHOWS

CONVECTION HAS CONTINUED TO BECOME MORE CONSOLIDATED AND THERE IS NOW

NORTHERLY RETURN FLOW IN THE NORTHWESTERN QUADRANT OF SYSTEM. UPPER

LEVEL ANALYSIS INDICATES FAVORABLE EQUATORWARD OUTFLOW AND MODERATE

VERTICAL WIND SHEAR. MAXIMUM SUSTAINED SURFACE WINDS ARE ESTIMATED AT

20 TO 25 KNOTS. MINIMUM SEA LEVEL PRESSURE IS ESTIMATED TO BE NEAR

1003 MB. THE POTENTIAL FOR THE DEVELOPMENT OF A SIGNIFICANT TROPICAL

CYCLONE WITHIN THE NEXT 24 HOURS IS UPGRADED TO HIGH.

3. THIS ALERT WILL BE REISSUED, UPGRADED TO WARNING OR CANCELLED

BY 041030Z.//

## Lista de verificação de emissão
O JTWC e o FWC-N seguem uma lista de verificação ao decidir se devem ou não emitir um TCFA sobre distúrbios tropicais. A lista de verificação é atualizada a cada poucos anos e a lista de verificação do JTWC pode diferir ligeiramente da lista de verificação do FWC-N, mostrada abaixo. Se um sistema obtiver 35 a 38 pontos, um TCFA pode ser emitido dependendo das tendências de Dvorak, e se um sistema obtiver 39 pontos ou mais, um TCFA deve ser emitido.

### Superfície
| Condição | Pontos   |
| --- | -------- |
| A circulação é evidente usando satélite visível, infravermelho de ondas curtas, imagens de micro-ondas ou ambiguidades QuikSCAT /Windsat | 3 pontos |
| A circulação foi evidente por pelo menos 24 horas                                                                                        | 5 pontos |
| Um vento de nível de gradiente ou superfície oeste de 5 kn que está dentro de 200 nmi (370 km, 230 mi) ao sul do centro da perturbação   | 5 pontos |
| Qualquer vento associado ao sistema é de pelo menos 20 kn                                                                                | 2 pontos |
| Qualquer vento associado ao sistema é de pelo menos 25 kn                                                                                | 3 pontos |
| Qualquer vento associado ao sistema é de pelo menos 30 kn                                                                                | 4 pontos |
| Uma estação meteorológica dentro de 200 nm do sistema relatou uma queda de pressão de 2 mb em 24 horas                                   | 3 pontos |
| Uma estação meteorológica dentro de 200 nmi do sistema teve uma queda de pressão de 3 mb em 24 horas                                     | 4 pontos |
| O MSLP estimado do sistema é inferior a 1010 a 1009 mb                                                                                   | 3 pontos |
| O MSLP estimado do sistema é de 1008 mb ou menos                                                                                         | 4 pontos |

### 500mb de altura
| Condição                                          | Pontos   |
| ------------------------------------------------- | -------- |
| Há evidências de pelo menos um cavado invertido   | 2 pontos |
| Há evidência de uma circulação fechada no sistema | 4 pontos |

### 200mb de altura
| Condição                                                        | Pontos    |
| --------------------------------------------------------------- | --------- |
| Fluxo de oeste de pelo menos 15 kn sobre a perturbação          | -4 pontos |
| Há evidência de fluxo anticiclônico sobre o centro do distúrbio | 4 pontos  |
| Fluxo de leste de no máximo 20 kt sobre a perturbação           | 3 pontos  |

### Temperatura da superfície do mar
| Condição                                                                                | Pontos   |
| --------------------------------------------------------------------------------------- | -------- |
| A temperatura da superfície do mar é de 26 graus Celsius (78,8 Fahrenheit ) ou superior | 3 pontos |

### Dados de satélite
| Condição                                                                                    | Pontos    |
| ------------------------------------------------------------------------------------------- | --------- |
| O sistema persistiu por pelo menos 24 horas                                                 | 3 pontos  |
| O sistema persistiu por pelo menos 48 horas                                                 | 4 pontos  |
| O sistema persistiu por pelo menos 72 horas                                                 | 5 pontos  |
| O sistema tem uma classificação Dvorak de T1.0 a T1.5 das três agências ( TAFB, SAB, AFWA ) | 3 pontos  |
| O sistema tem uma classificação Dvorak de T1.5 a T2.0 de todas as três agências             | 5 pontos  |
| O número Dvorak final-T diminuiu de T0,5 para T1,0 de duas ou mais agências                 | -2 pontos |

### Diversos
| Condição | Pontos   |
| --- | -------- |
| O sistema de nuvem tem pelo menos 5 graus de latitude longe do equador                                               | 3 pontos |
| O sistema tropical está dentro de 72 horas para chegar a um recurso do Departamento de Defesa                        | 3 pontos |
| O centro do sistema de nuvem e as correções do centro de satélite para o sistema estão dentro de 2 graus um do outro | 2 pontos |